# 이글스
이글스(Eagles)는 1971년에 결성된 미국의 록 음악 밴드이다. 캘리포니아주 로스앤젤레스에서 결성되었으며, 초기에 컨트리와 블루그라스가 혼합된 팝-록 형식의 음악으로 큰 인기를 끌었다. 1998년 로큰롤 명예의 전당에 헌액되었다. 그래미상을 6차례 수상하였다.
1976년 이글스가 발표한 베스트 앨범인 "Their Greatest Hits (1971-1975)"은 2007년까지 미국에서 가장 많이 팔린 앨범이었다.

## 앨범

### 정규 음반
| Eagles                         | 1972년 6월 17일  | 22 | —  | — | 13 | — | — | —  | — | —  |
| Desperado                      | 1973년 4월 17일  | 41 | 31 | — | 35 | 5 | — | 40 | — | 39 |
| On the Border                  | 1974년 5월 22일  | 17 | 27 | — | 12 | 3 | — | —  | — | 28 |
| One of These Nights            | 1975년 6월 10일  | 1  | 5  | — | 2  | 2 | 9 | 2  | — | 8  |
| Hotel California               | 1976년 12월 8일  | 1  | 1  | 9 | 1  | 1 | 1 | 1  | 3 | 2  |
| The Long Run                   | 1979년 9월 24일  | 1  | 1  | — | 1  | 3 | 5 | 2  | 1 | 4  |
| Long Road Out of Eden          | 2007년 10월 30일 | 1  | 1  | 2 | 1  | 1 | 1 | 1  | 2 | 1  |
| "—"는 차트 순위에 없음을 의미. |                  |    |    |   |    |   |   |    |   |    |

### 실황 음반
| Eagles Live                    | 1980년 11월 7일 | 6 | 3  | —  | 41 | 7  | — | 9  | — | 24 |
| Hell Freezes Over              | 1994년 11월 8일 | 1 | 23 | 24 | 1  | 10 | 3 | 13 | 9 | 18 |
| "—"는 차트 순위에 없음을 의미. |                 |   |    |    |    |    |   |    |   |    |